# Allochernes elbursensis
Allochernes elbursensis är en spindeldjursart som beskrevs av Beier 1969. Allochernes elbursensis ingår i släktet Allochernes och familjen blindklokrypare. Inga underarter finns listade i Catalogue of Life.